# Fergus Bowes-Lyon
Fergus Bowes-Lyon (Londres, 18 de abril de 1889 - 	Loos-en-Gohelle, 27 de setembro de 1915) foi um soldado britânico e o irmão mais velho de Isabel Bowes-Lyon, a rainha consorte do Reino Unido entre 1936 e 1952, e geralmente conhecida na Grã-Bretanha como a rainha-mãe. Bowes-Lyon foi morto durante a Primeira Guerra Mundial. Ele era tio materno da rainha Isabel II do Reino Unido.

## Biografia
Fergus nasceu em Ham, Londres e foi educado em Eton College. Era um jogador de críquete entusiasta e jogou nas tradicionais partidas anuais de outono no Castelo de Glamis.
Em 17 de setembro de 1914, apenas duas semanas após o início da Primeira Guerra Mundial, Fergus casou-se com Lady Christina Norah Dawson-Damer (7 de agosto de 1890 - 29 de março de 1959), filha do 5.º conde de Portarlington. A sua filha, Rosemary, nasceu no ano seguinte. Rosemary tinha apenas dois meses de idade quando Fergus morreu em serviço ao exército em 27 de setembro de 1915, apenas dez dias depois do seu primeiro aniversário de casamento. A sua descendência:
Rosemary Luisa Bowes-Lyon (18 de julho de 1915 – 18 de janeiro de 1989) casou-se com Edward Wilfred George Joicey-Cecil no dia 28  de abril de 1945. Tiveram dois filhos e quatro netos:
- James David Edward Joicey-Cecil (24 de setembro de 1946) casou-se com Jane Susanna Brydon Adeley no dia 5 de abril 1975. Têm duas filhas:
  - Katherine Mary Joicey-Cecil (7 de junho de 1978)
  - Susanna Maud Joicey-Cecil (25 de março de 1981)
- Elizabeth Anne Joicey-Cecil (8 de fevereiro de 1950) casou-se com Alastair Richard Malcolm no dia 16 de março de 1971. Têm dois filhos:
  - Colin Andrew Fergus Malcolm (6 de junho de 1973)
  - William James Ronald Malcolm (10 de outubro de 1975)

## Primeira Guerra Mundial

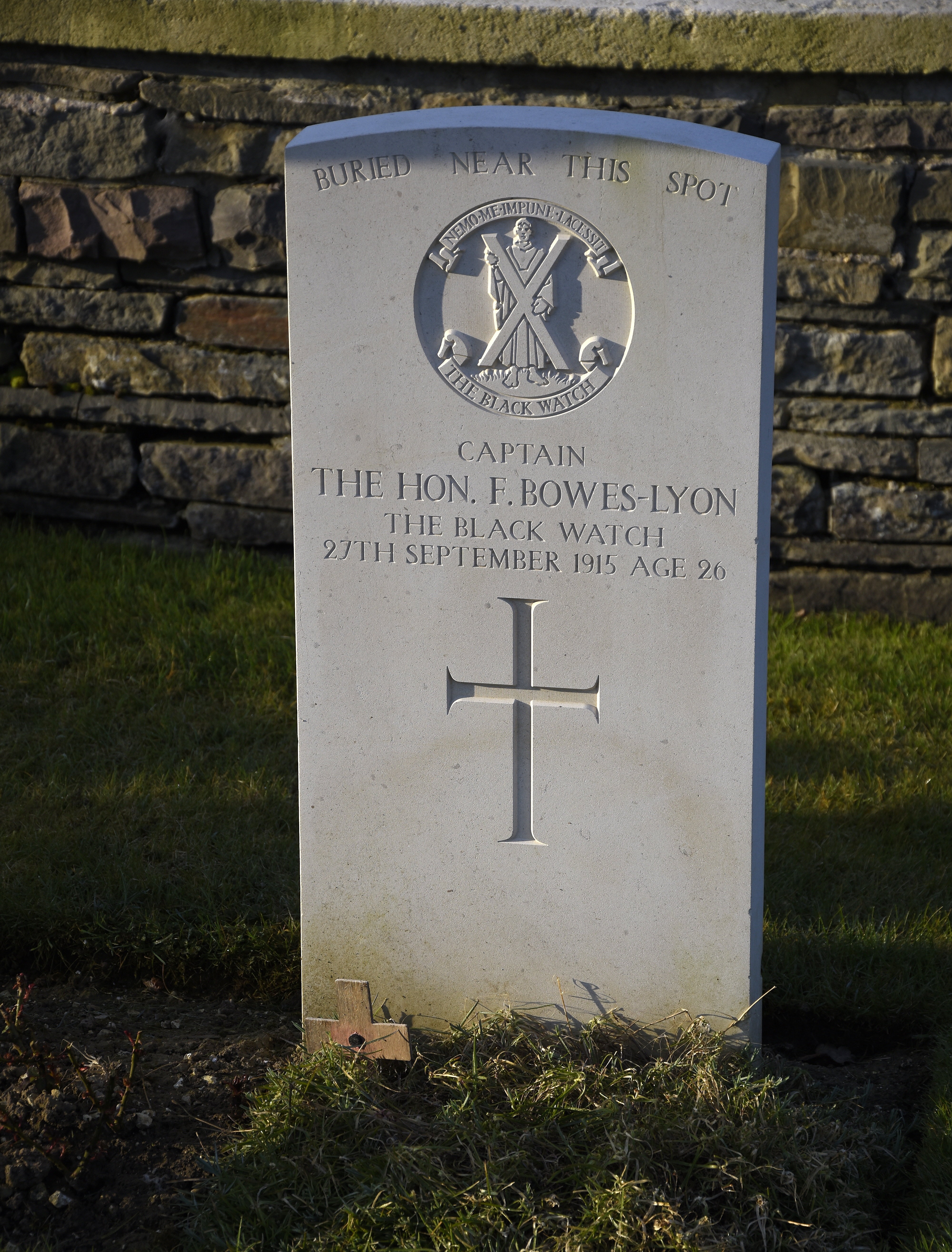
Túmulo de Fergus Bowes-Lyon, no Cemitério da Pedreira em Vermelles

Na Primeira Guerra Mundial, Fergus prestou serviço no 8.º Batalhão da Guarda Negra.
Bowes-Lyon, foi morto durante a Batalha do Reduto Hohenzollern na Batalha de Loos. Enquanto liderava um ataque às linhas alemãs, a sua perna foi rebentada por fogo de barragem da artilharia alemã e caiu nos braços do seu sargento. Foi ainda atingido por balas no peito e ombro e morreu no campo de batalha. Foi enterrado numa pedreira em Vermelles, mas, apesar de a pedreira ter sido convertida em cemitério, a informação da sua campa foi perdida, pelo que o seu nome surge na lista de desaparecidos no Memorial de Loos.
Na altura da sua morte, o seu irmão John também se encontrava a prestar serviço com a Guarda Negra. O seu irmão mais novo, Michael, estava em casa a recuperar de ferimentos e o seu irmão mais velho, Lord Glamis, tinha deixado recentemente a Guarda Negra depois de ser ferido. A sua mãe, Cecilia Bowes-Lyon, ficou muito afetada com a morte do filho, tornando-se inválida e retirando-se da vida pública até ao casamento da sua filha Elizabeth com o futuro rei em 1923. A viúva de Fergus voltou a casar-se com o capitão William Frederick Martin.
Em novembro de 2011, o seu neto enviou documentos da família que detalhavam o local original onde Fergus teria sido enterrado para a Commonwealth War Graves Commission . Assim, em agosto de 2012, a sua campa foi transferida para o Cemitério da Pedreira em Vermelles e está assinalada com uma pedra tumular que contém os seus dados e a frase: "Enterrado perto deste local", uma vez que ainda se desconhece o local exato onde foi enterrado.

## Tradição na Família Real
Elizabeth Bowes-Lyon iniciou uma das tradições dos casamentos na família real. No dia do seu casamento com o futuro rei Jorge VI, Elizabeth deixou o seu ramo na campa do soldado desconhecido na Abadia de Westminster, em memória do seu irmão Fergus que fora morto na Primeira Guerra Mundial poucos anos antes. Desde então, todas as noivas da família real deixam o seu ramo no mesmo local.